# Halecium dubium
Halecium dubium is een hydroïdpoliep uit de familie Haleciidae. De poliep komt uit het geslacht Halecium. Halecium dubium werd in 1943 voor het eerst wetenschappelijk beschreven door Charles McLean Fraser. 